# 法国A种储蓄账户

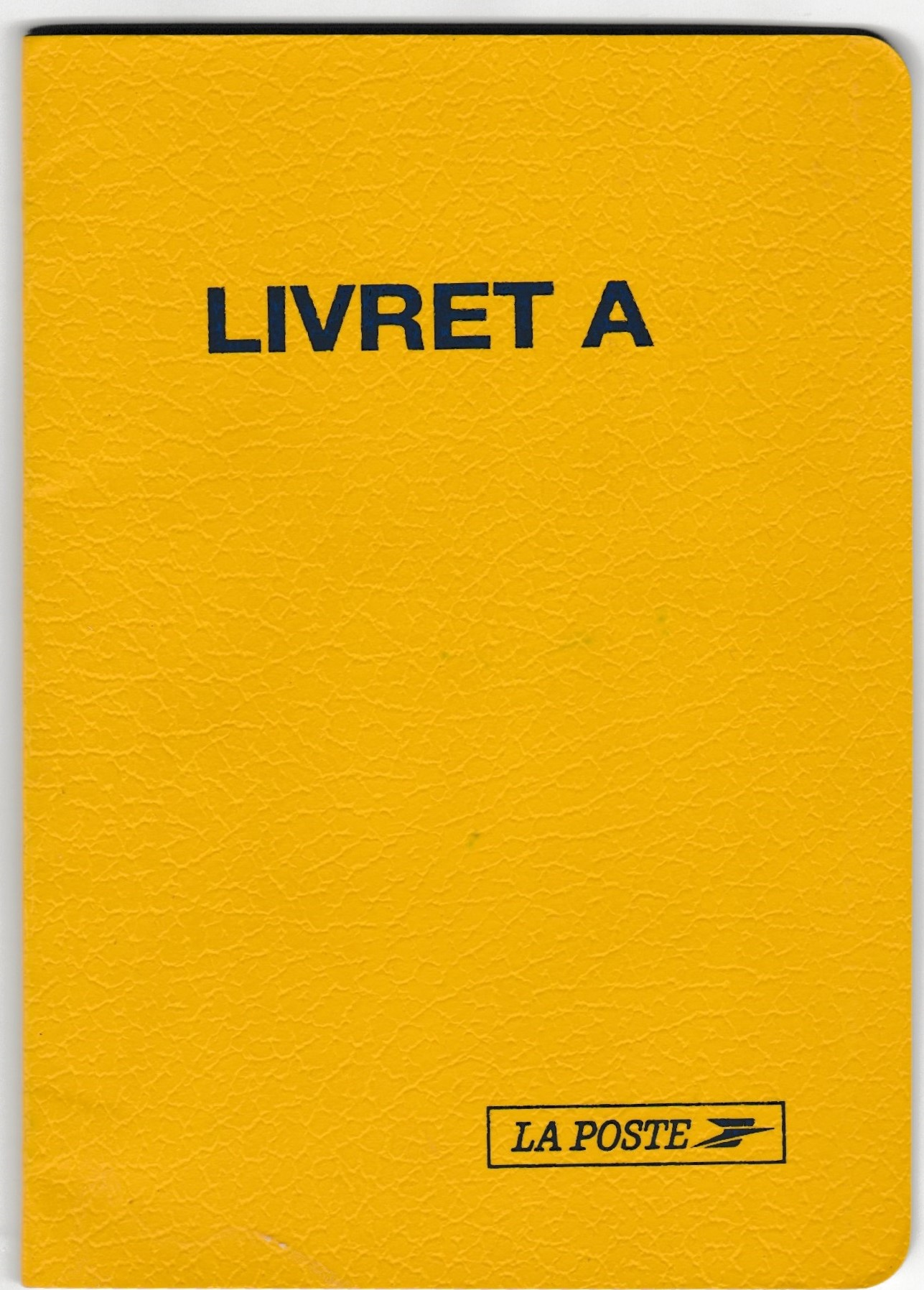
舊版A種儲蓄帳戶存簿封面

法国A种储蓄账户（法語：Livret A，又称A活期存款簿）是由法国各大银行面向法国公民和居民提供的免税储蓄账户。该账户由国王路易十八于1818年成立，用于偿还拿破仑战争期间的债务，部分资金现已转移至法国存托银行并由其再投资，用于建设社会住房，还清欧元区债务。剩余资金由银行用于向法国中小企业提供贷款。自2009年1月起，所有法国银行都提供该产品，之前仅由法国邮政银行和法国松鼠储蓄银行提供。截至2022年5月，5500万个人拥有该账户，总资产为3588亿欧元。

## 利息
2000年後，年回报率有所下降。2010年年回报率为4%。2012年1月，年回报率为2.25%。到2015年，这一比例下降到1%。到2016年，它已经下降到0.75%。[3]到2020年，它已降至0.5%。2022年2月1日，由于通货膨胀，税率提高到1%。2022年8月1日，该利率翻一番，达到2%，为近10年来的最高水平。2023年2月，其利率预计涨至3%。